# Chorągiew pancerna Bielickiego

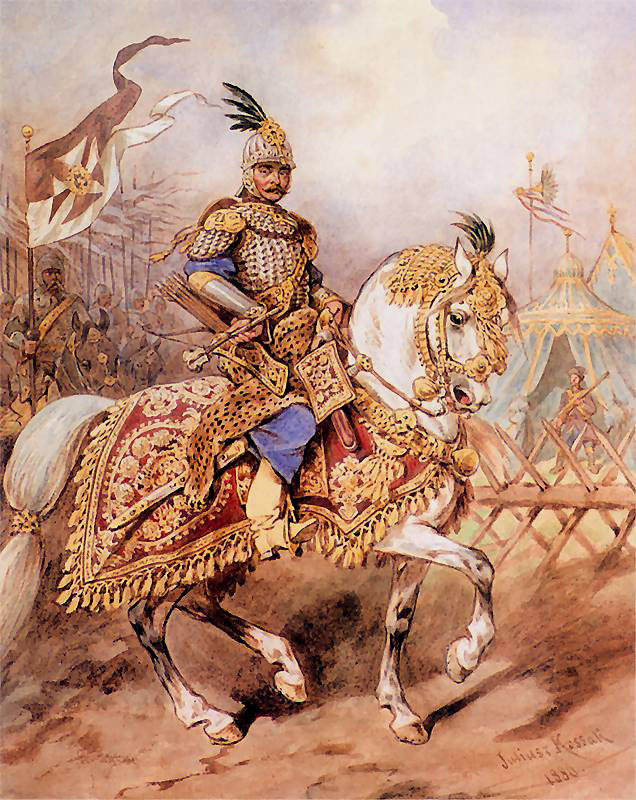
Juliusz Kossak, Rotmistrz chorągwi pancernej.

Chorągiew pancerna Bielickiego – chorągiew pancerna II połowy XVII wieku.
Rotmistrzem chorągwi był Bielicki (nieznany z imienia).
Zgodnie z umową podpisaną 1 lutego 1683 chorągiew wchodziła w skład korpusu posiłkowego Hieronima Lubomirskiego na żołdzie cesarza Austrii Leopolda I Habsburga.
Chętnych do zaciągu nie brakowało, ponieważ werbownicy Lubomirskiego oferowali korzystne warunki, zarówno żołd wyższy niż w Rzeczypospolitej, jak i zaliczki.
Żołnierze chorągwi wzięli udział w wojnie polsko-tureckiej 1683–1699.
Oba regimenty rajtarskie, a także chorągwie pancerne zostały zwinięte i wróciły razem z samym Lubomirskim do kraju jesienią 1685.